# Ernst Stenhammar
Ernst Vilhelm Emanuel Stenhammar, född 26 mars 1859 i Stockholm, död 9 mars 1927 i Stockholm, var en svensk arkitekt.

## Biografi
Stenhammar var son till tonsättaren och arkitekten Per Ulrik Stenhammar (1829−1875) och grevinnan Eva Christina Louise Rudenschöld samt bror till tonsättaren, pianisten och dirigenten Wilhelm Stenhammar (1871−1927). Stenhammar tog examen vid Tekniska högskolan 1882 och var assistent där 1887−1898 samt lektor i husbyggnadskonst 1898−1905. 
Bland Stenhammars mest beundrade arbeten är vinterträdgården i Grand Hôtel Royal i Stockholm (ett arbete som beställdes av Wilhelmina Skogh), Centralpalatset vid Tegelbacken och Myhrstedt & Stern vid hörnet Kungsgatan och Norrlandsgatan som var en av de första större byggnader i Stockholm som uppfördes av Ivar Kreugers byggbolag Kreuger & Toll Byggnads AB med den nya tekniken armerad betong. 
Stenhammar har även ritat flera lasarett, bland annat Södra barnbördshuset i Stockholm samt lasarettet i Vadstena. En egenartad byggnad av Stenhammar är Sörmlandsbanken i Flen, uppförd 1909−1911. Ernst Stenhammar ritade också läkaren Magnus Möllers Villa Möller i Saltsjöbaden (1898) och Wilhelmina Skoghs privata Villa Foresta på Lidingö (1908−1910), samt deltog i renoveringsarbeten med Storkyrkan och Tyska kyrkan i Stockholm.

## Familj
Ernst Stenhammar var gift 1895-1910 med Edla Maria Carolina Anna von Schoultz, och från den 13 april 1911 med skådespelaren Anna Flygare-Stenhammar.
Ernst Stenhammar ligger sedan den 30 april 1927 begravd på Norra begravningsplatsen i Stockholm.

## Förteckning över uppförda byggnader i Stockholm (urval)[8]
| Bild | Huvudartikel Fastighet | Gata                                                                 | Byggår                                   |
| ---- | ---------------------- | -------------------------------------------------------------------- | ---------------------------------------- |
|      | Björken 12             | Stureparken 11                                                       | 1885−86                                  |
|      | Björken 13             | Stureparken 9, Floragatan 18                                         | 1885−86                                  |
|      | Blasieholmen 19        | Blasieholmsgatan 7, Stallgatan 4                                     | 1906−09                                  |
|      | Bocken 26              | Kungsgatan 5                                                         | 1908−10                                  |
|      | Brunfisken 20          | Linnégatan 22                                                        | 1890                                     |
|      | Brunkhuvudet 1         | Malmtorgsgatan 3, Karduansmakargatan 1                               | 1918−20                                  |
|      | Geten 2                | Surbrunnsgatan 34                                                    | 1887                                     |
|      | Grimman 2              | Rosenlundsgatan 15, Maria Prästgårdsgata 34, Wollmar Yxkullsgatan 27 | 1903−07                                  |
|      | Harpan 24 och 25       | Karlaplan 6−8, Narvavägen 25−37                                      | 1888−89                                  |
|      | Hedenbacken Mindre 18  | Grev Turegatan 35, Linnégatan 9−11                                   | 1900-02 (omfattande på- och tillbyggnad) |
|      | Hinden 21              | Grev Turegatan 59, 61                                                | 1911−14 (genomgripande ombyggnad)        |
|      | Hälsan 8               | Rådmansgatan 33, Döbelnsgatan 18                                     | 1889−91                                  |
|      | Hägerberget 46         | Tegnérgatan 15, Döbelnsgatan 8−10                                    | 1889                                     |
|      | Jericho 33             | Regeringsgatan 52, 54, Lästmakargatan 23, Jakobsbergsgatan 26        | 1905−08                                  |
|      | Jägaren 5              | Rådmansgatan 35, Döbelnsgatan 35                                     | 1890−92                                  |
|      | Johannes Mindre 8, 9   | Malmskillnadsgatan 60                                                | 1888−89                                  |
|      | Kasernen 9             | Storgatan 38                                                         | 1889−90                                  |
|      | Kasernen 10            | Torstenssonsgatan 15                                                 | 1889−91                                  |
|      | Krejaren 3             | Nybrogatan 34, Linnégatan 24, 26                                     | 1899−1900                                |
|      | Kurland 17             | Tegnérgatan 35                                                       | 1896−98                                  |
|      | Källan 2               | Svedenborgsgatan 1, Sankt Paulsgatan 31                              | 1890−92                                  |
|      | Loen 5                 | Drottninggatan 15                                                    | 1906−08                                  |
|      | Lägret 5               | Storgatan 44                                                         | 1889                                     |
|      | Minan 5                | Karlaplan 5, Karlavägen 78                                           | 1889−91                                  |
|      | Minan 6                | Karlaplan 3                                                          | 1890−94                                  |
|      | Morellträdet 12        | Hantverkargatan 44                                                   | 1885                                     |
|      | Nederland Mindre 14    | Björngårdsgatan 17, Högbergsgatan 54                                 | 1889−90                                  |
|      | Porfyren 6             | Skinnarviksringen 16                                                 | 1924                                     |
|      | Postiljonen 17         | Ringvägen 21, Krukmakargatan 35, 37                                  | 1906−09 (rivet)                          |
|      | Tigern 4, 5, 6         | Fredsgatan 10, Jakobsgatan 25                                        | 1902−05                                  |
|      | Oxögat 9               | Luntmakargatan 12, Tunnelgatan 1                                     | 1894−96                                  |
|      | Röda Bodarne 1         | Tegelbacken 2                                                        | 1896−98                                  |
|      | Vattumannen 22         | Wollmar Yxkullsgatan 8, Svedenborgsgatan 4                           | 1889−90                                  |
|      | Vattumannen 23         | Svedenborgsgatan 2, Sankt Paulsgatan 31                              | 1889−92                                  |
|      | Älgen 5                | Sturegatan 58                                                        | 1885−86                                  |
|      | Överkikaren 2          | Södermalmstorg 6                                                     | 1910 (ombyggnad av 1600-talshus)         |
|      | Överkikaren 6          | Hornsgatan 8                                                         | 1907−09                                  |

## Bilder av verk i urval

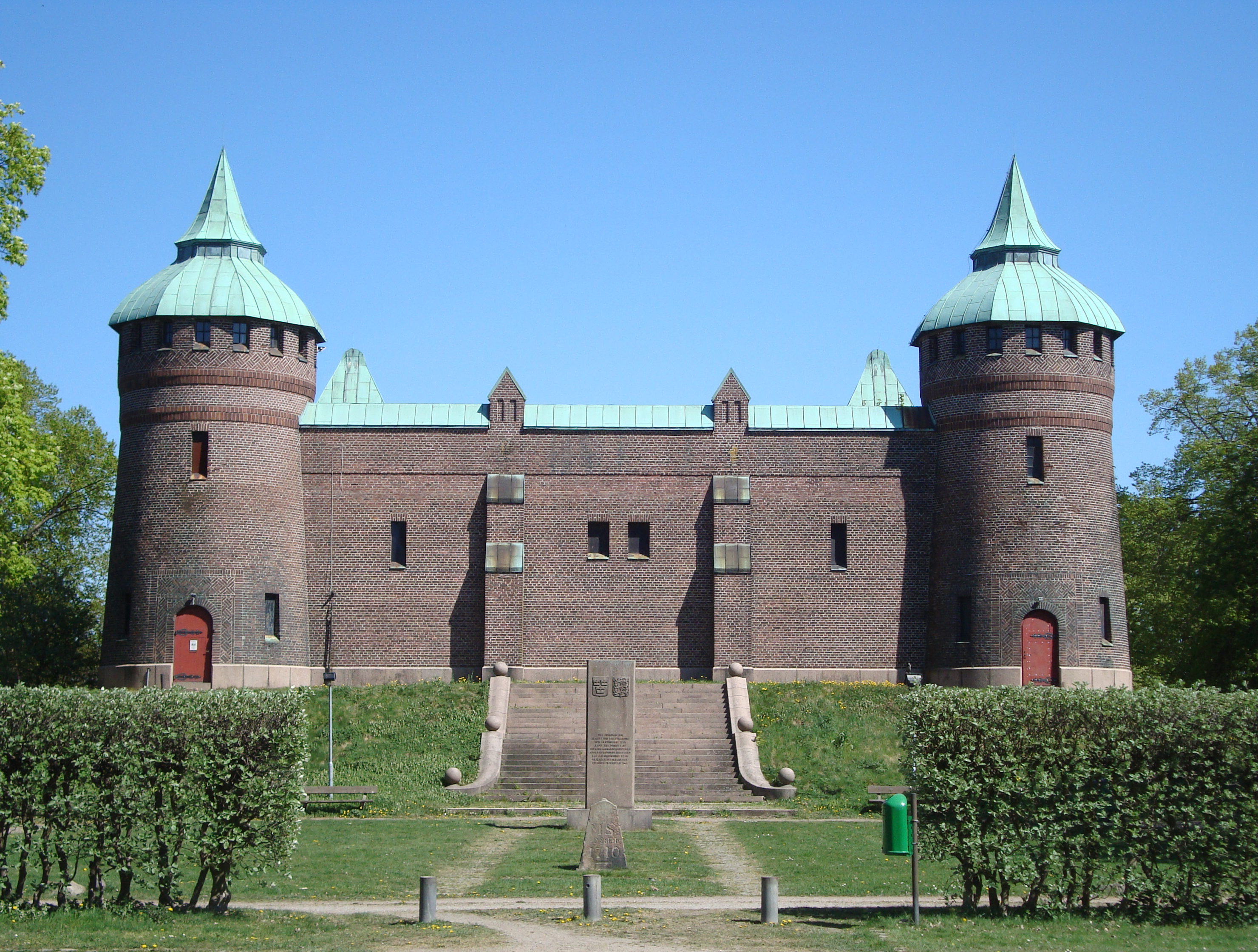
Ringstorps vattentorn,Helsingborg, 1904
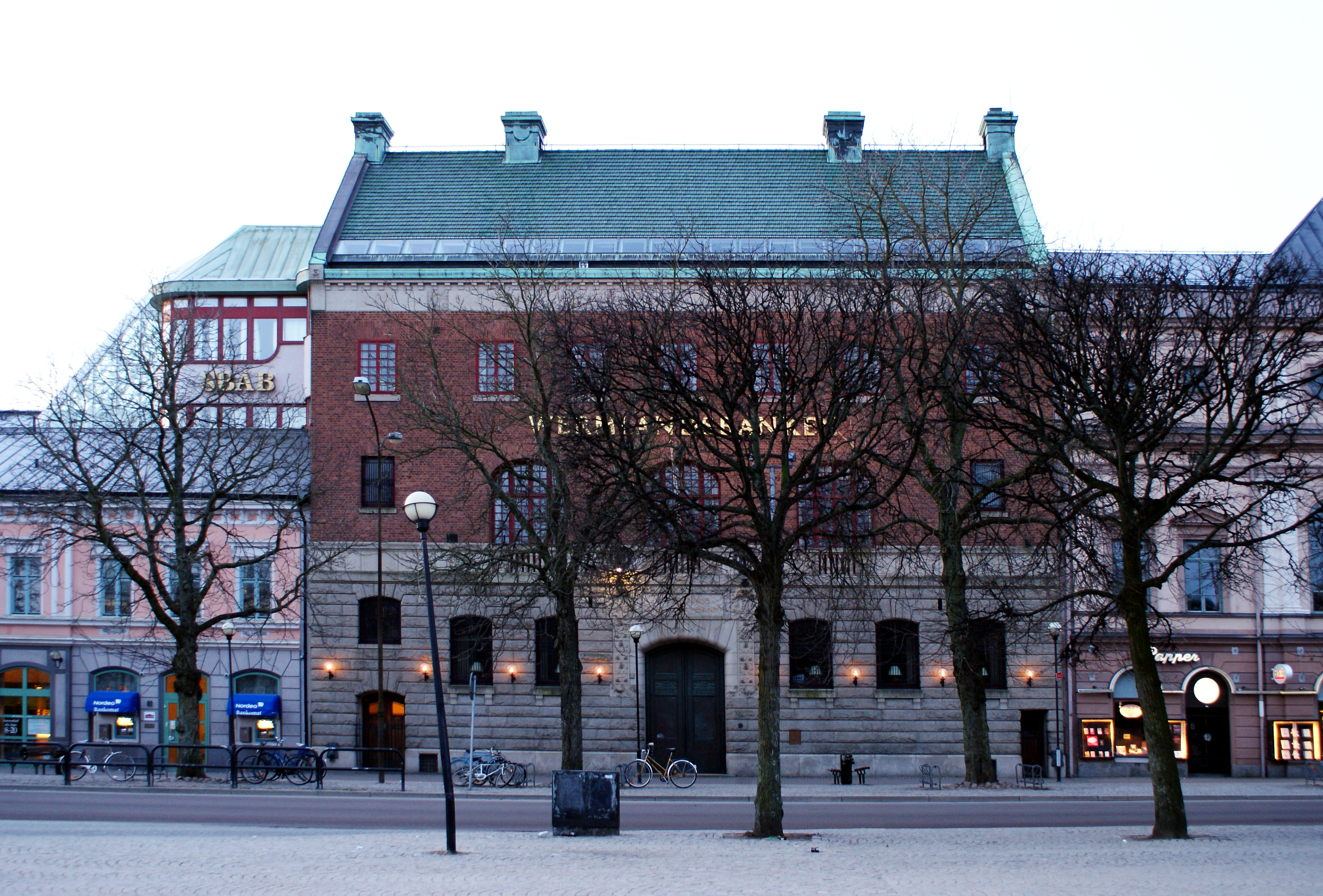
Wermlandsbanken, Karlstad, 1908
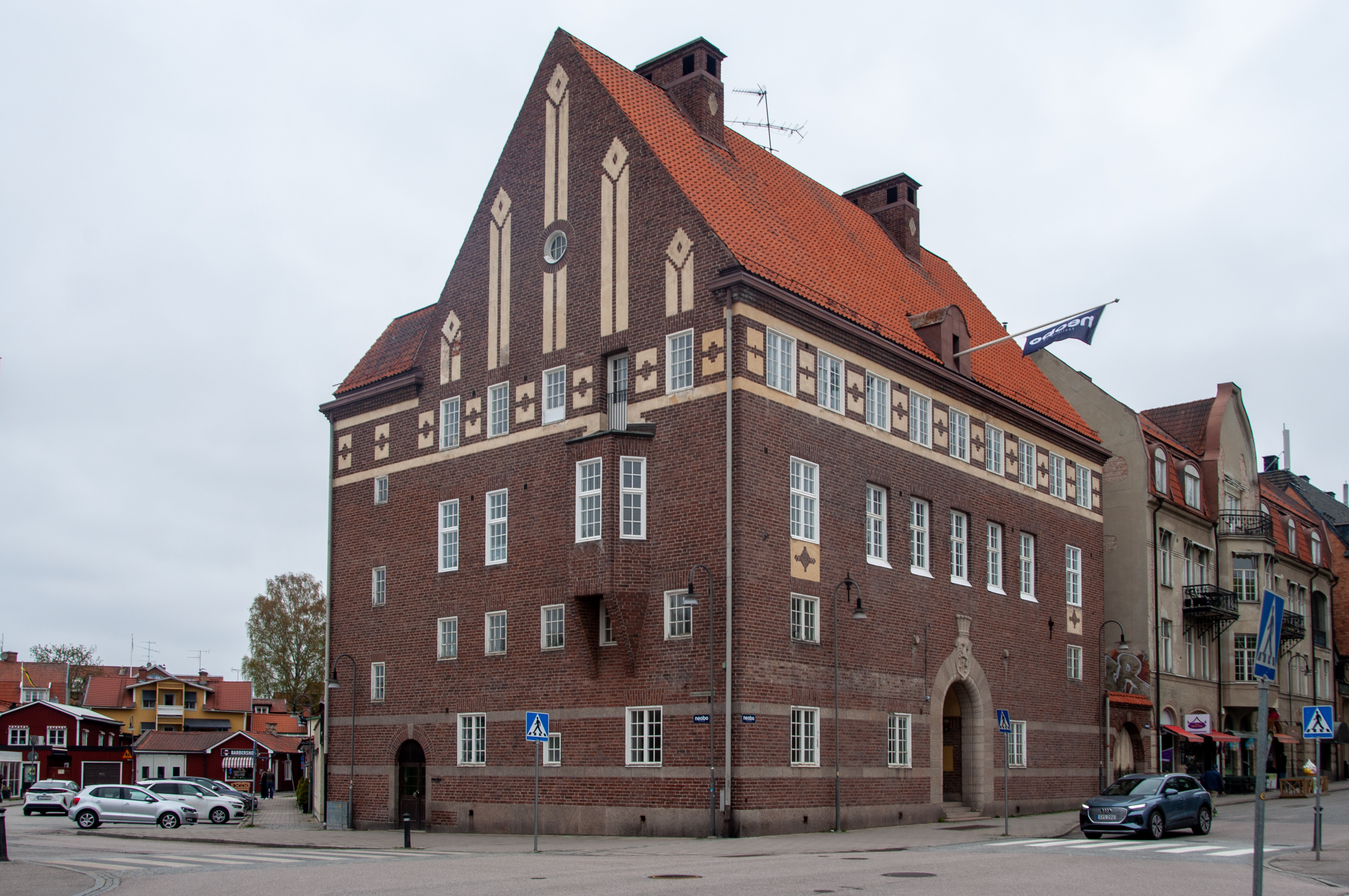
Södermanlands enskilda bank, Strängnäs, 1914
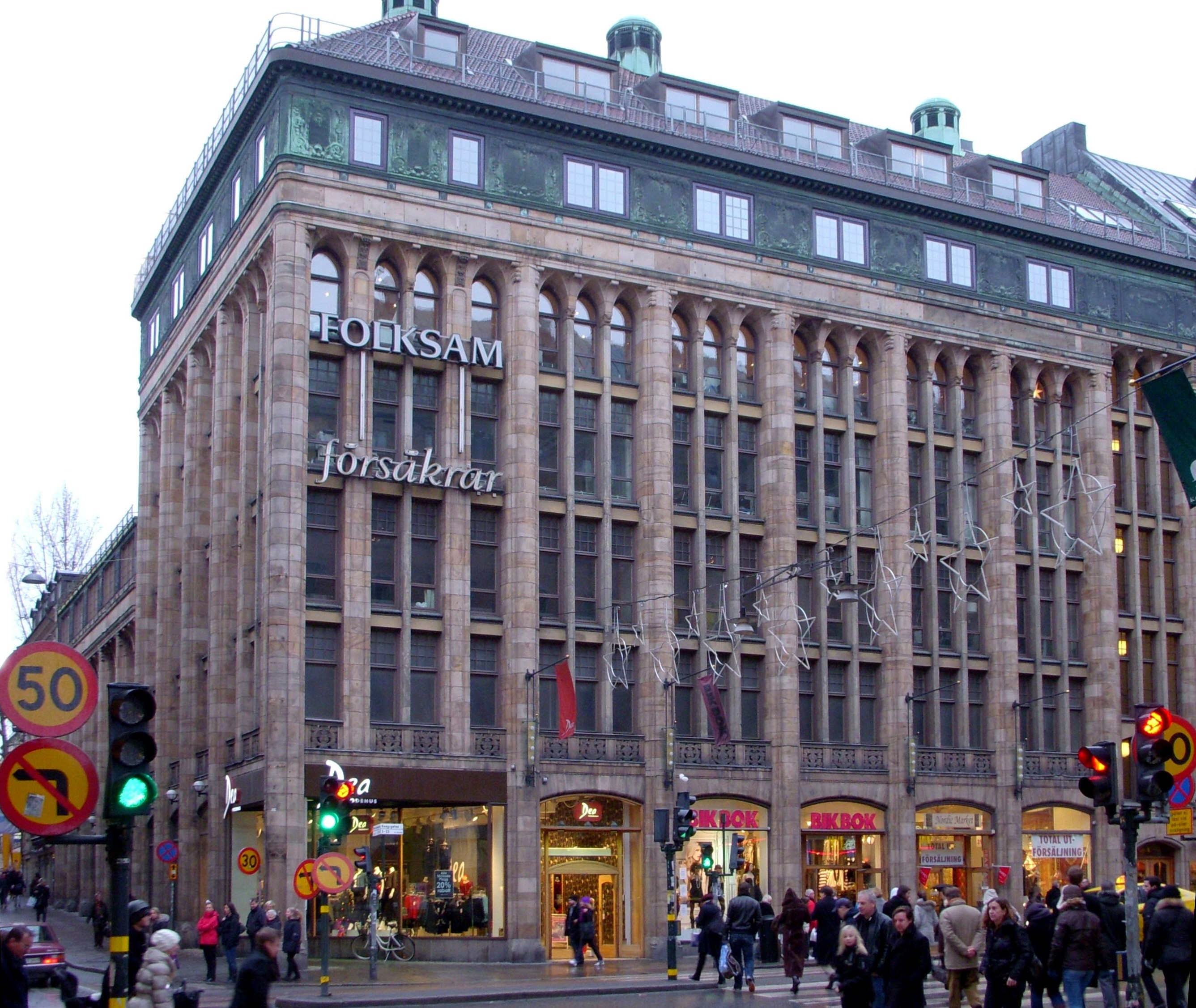
Myrstedt & Stern, Stockholm, 1910
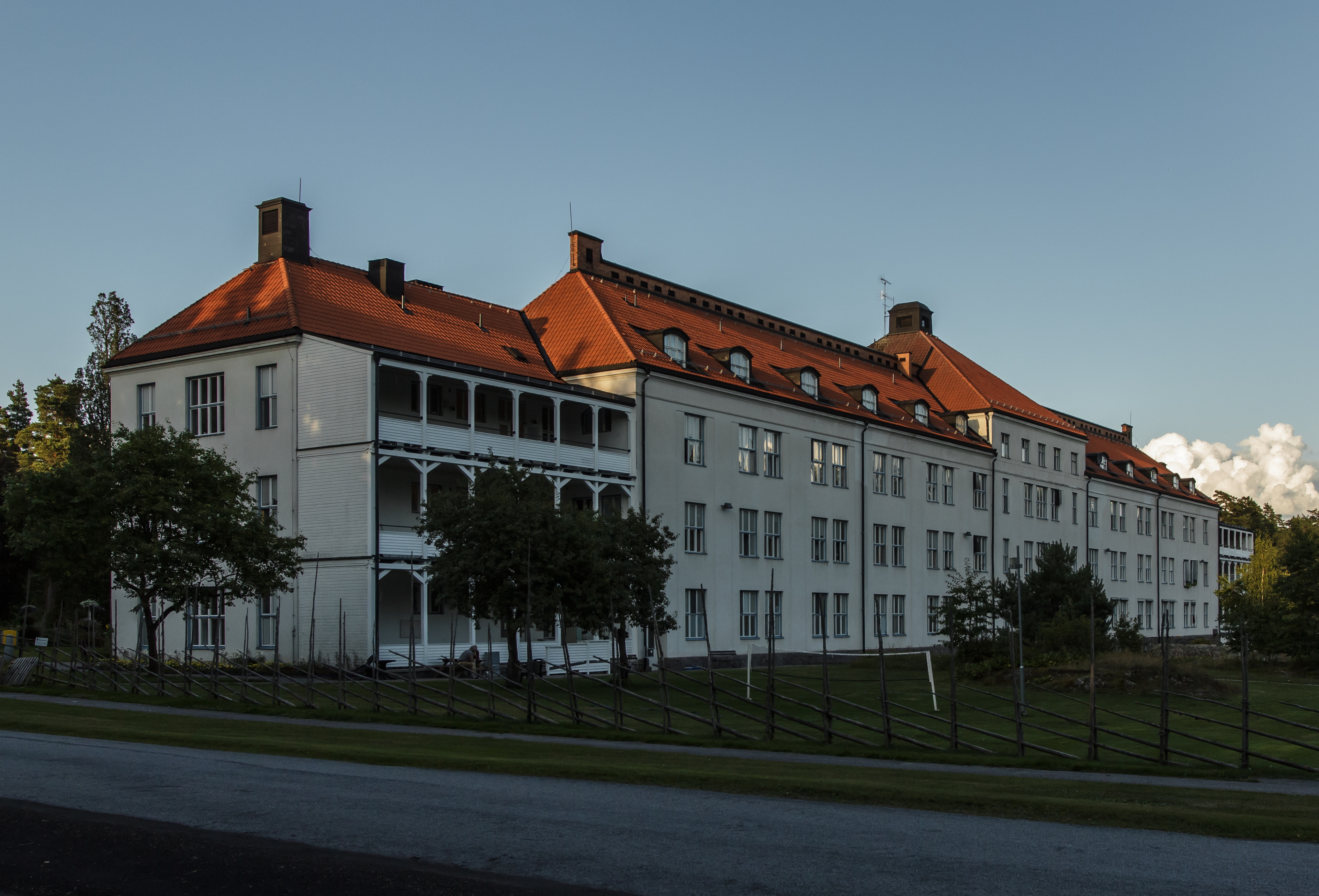
Kolmårdssanatoriet, 1918
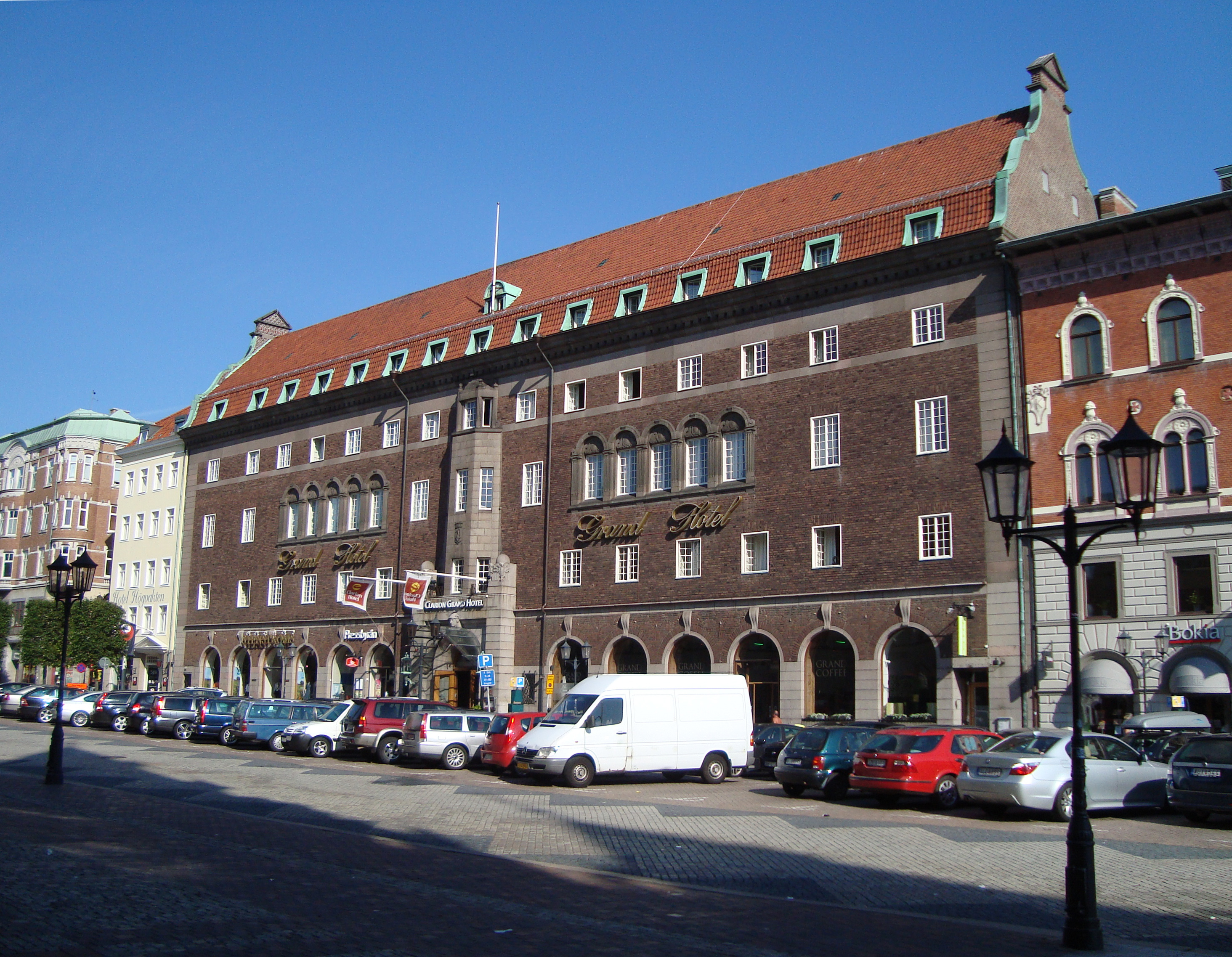
Grand Hotel, Helsingborg, 1926